# Wladimirski Traktorny Sawod

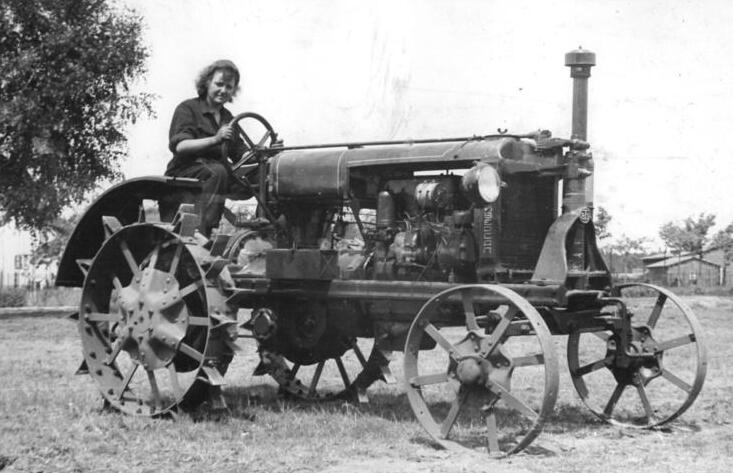
Universal U-2 in Rehfelde (1949)

Das Wladimirski Traktorny Sawod, dt. Wladimirer Traktorenwerk, kurz WTS (russisch Владимирский тракторный завод, kurz ВТЗ) war ein sowjetischer und später russischer Hersteller von Traktoren und Dieselmotoren. Das 1943 gegründete Unternehmen hatte seinen Sitz in Wladimir, Russland.
Der Konzern Traktornyje Sawody kaufte den Hersteller im Jahr 2002 auf. 2003 wurde das Werk in OOO «Wladimirski Motoro-Traktorny Sawod», kurz WMTS (russisch ООО «Владимирский моторо-тракторный завод», kurz ВМТЗ) umbenannt. Nach erheblichen finanziellen Problemen wurde das Werk Mitte 2018 geschlossen.

## Unternehmensgeschichte

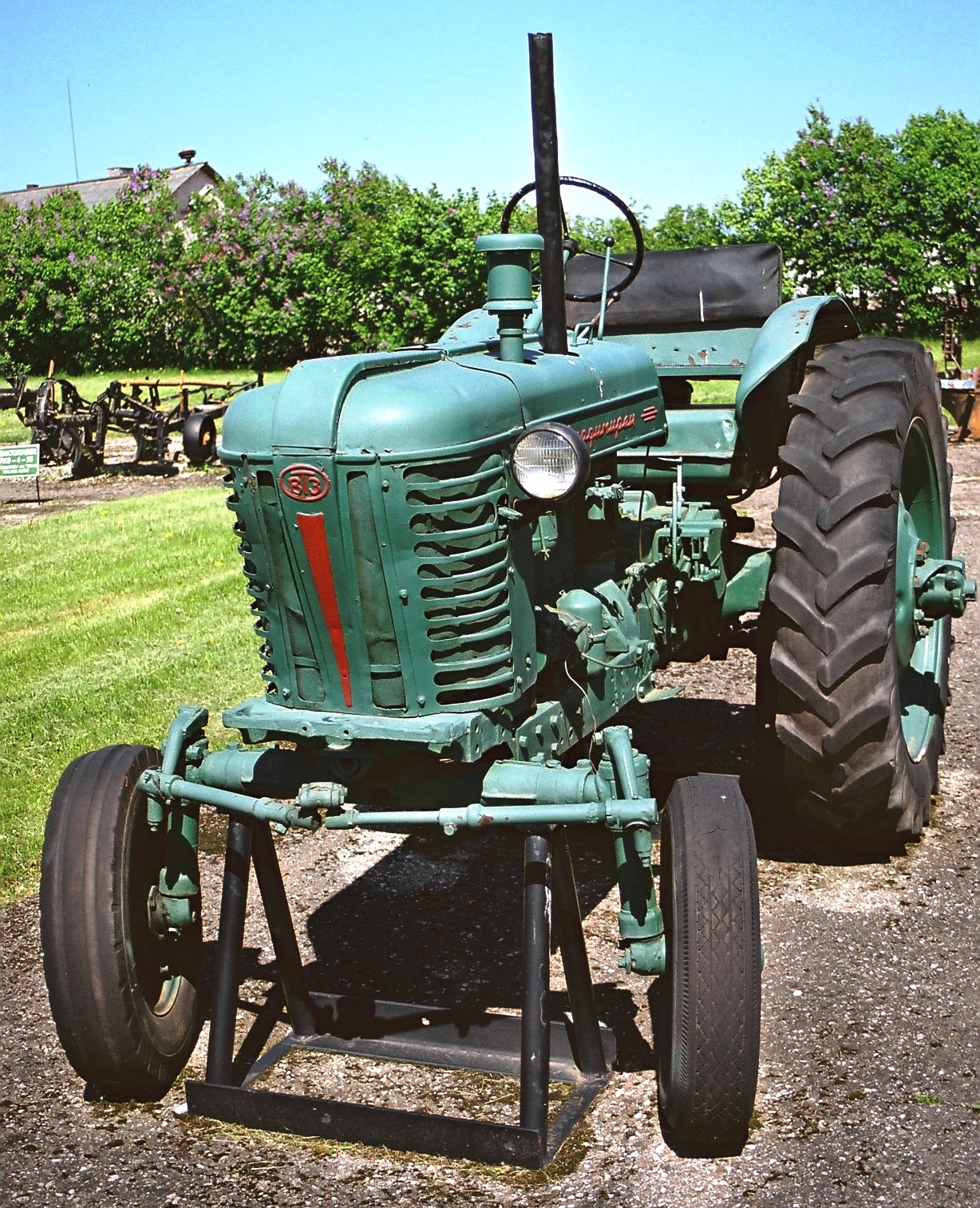
Ein T-28 aus Wladimir in einem Museum (2008)

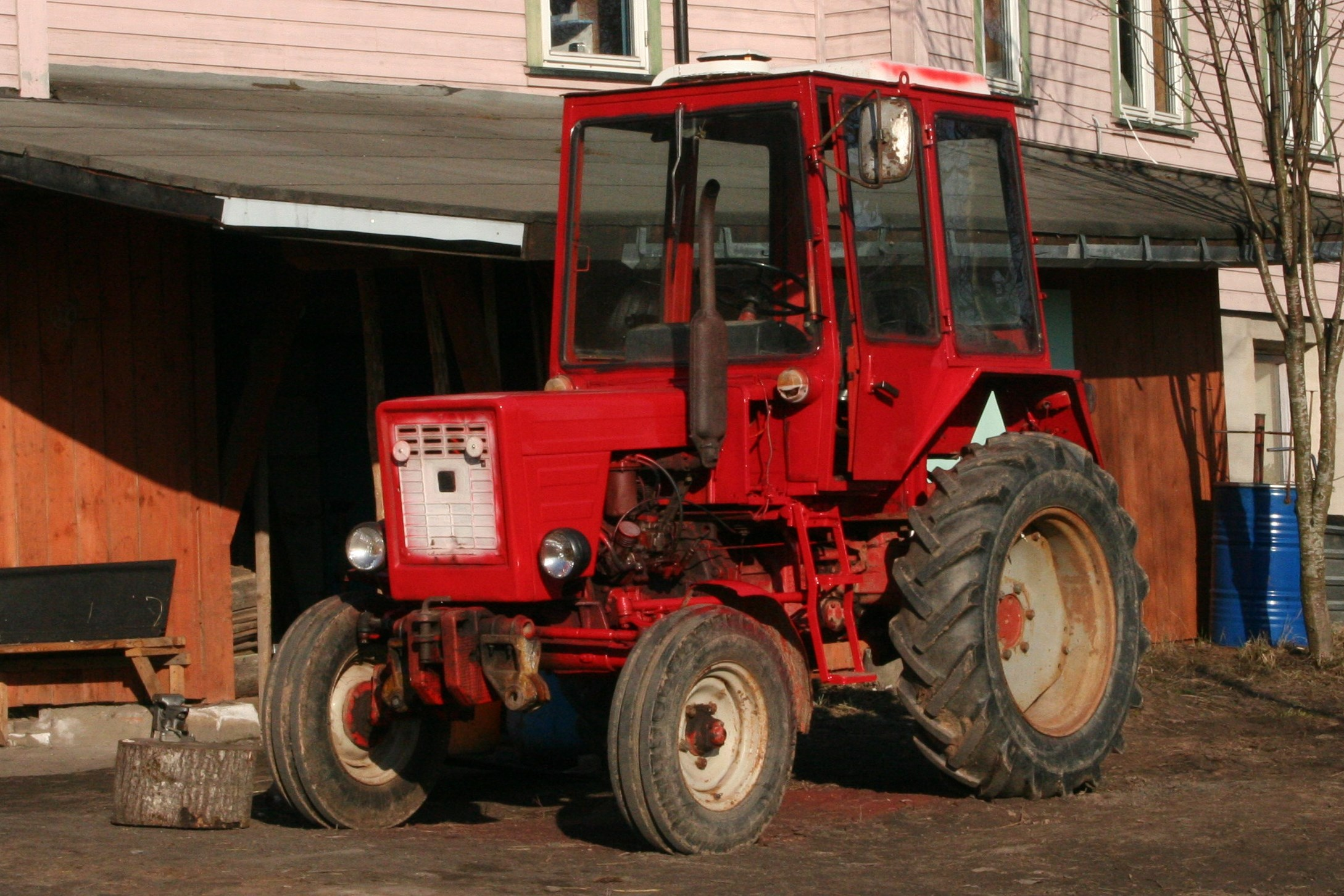
Ein T-25A, Baujahr 1994, fotografiert 2014

Die Regierung der Sowjetunion erließ Ende Februar 1943 den Beschluss, in Wladimir ein neues Traktorenwerk zu errichten. Der Bau war aufwändig, da nicht nur Maschinen und Gebäude gebraucht wurden, sondern auch eine passende Infrastruktur geschaffen werden musste. Auch von der Roten Armee wurden Ingenieure abgezogen, um das Bauprojekt zu unterstützen.
Im Juli 1944 wurden die ersten Traktoren vom Typ Universal U-2 montiert. Diese Maschinen waren bereits 1934 bis 1940 im Sawod Krasny Putilowez in Leningrad gefertigt worden, sämtliche Konstruktionspläne und Zeichnungen wurden von dort geliefert. Bis zum Tag der feierlichen Einweihung des Werks, dem 24. April 1945, wurden etwa 500 der Traktoren gebaut. Die Maschinen waren einfach und billig herzustellen, allerdings aufgrund ihres Petroleummotors störanfällig. Einige kamen 1949 bis in die Deutsche Demokratische Republik.
1947 wurde die Baureihe Universal überarbeitet, es kamen außerdem bis zum Produktionsende der Universal U-3 und Universal U-4 hinzu. Die Fahrzeuge wurden 1955 durch den DT-24 mit Dieselmotor abgelöst. Das Fahrzeug war eine völlige Neukonstruktion und wurde bis etwa 1958 gebaut. Alleine im ersten Produktionsjahr entstanden 10.000 Exemplare.
In der ersten Jahreshälfte 1958 löste der neu konstruierte T-28 „Wladimirez“ den DT-24 in der Massenfertigung ab. Das Fahrzeug gewann auf der Weltausstellung 1958 in Brüssel eine Goldmedaille. Bereits 1956 hatte das Taschkentski Traktorny Sawod (kurz TTS) in Taschkent, Usbekistan mit der Produktion einer dreirädrigen Version für den Baumwollanbau begonnen. In diesem Werk lief die Fertigung des T-28 bis 1995, wobei immer wieder Veränderungen vorgenommen wurden. In Wladimir dagegen wurde die Fertigung 1964 der vierrädrigen Version eingestellt, die Produktion der Spezialversion für den Baumwollanbau 1970 endgültig an TTS übergeben.
In den 1960er-Jahren begann die Fertigung von luftgekühlten Dieselmotoren. Es wurden verschiedene Traktormotoren gebaut, die in Großserie in Schleppern Verwendung fanden. Insbesondere Traktoren aus dem Lipezki Traktorny Sawod wurden mit diesen Triebwerken ausgerüstet. Als Ersatz für die Produktion des T-28 übernahm das Wladimierer Traktorenwerk 1972 die Herstellung des Radtraktors T-25, der bereits seit 1966 im Charkowski Traktorny Sawod gebaut wurde.
Als Auszeichnung für besonders gute Planerfüllung erhielt das Werk 1966 den Orden des Roten Banners der Arbeit, 1976 wurde ihm der Orden der Oktoberrevolution verliehen. Am 30. Mai 1977 wurde der zweimillionste Dieselmotor gebaut, was WTS zwischenzeitlich zu einem der größten Produzenten für luftgekühlte Dieselmotoren weltweit machte. Etwa 40 % der Werksproduktion gingen in den Export, mehr als 60 Länder wurden beliefert.
Zu Beginn der 1980er-Jahre wurde eine neue Motorengeneration entwickelt. 1983 wurde der dreimillionste Motor gebaut, 1988 der viermillionste. Ab etwa 1989 wurde mit dem T-30 eine leistungsgesteigerte Version des T-25 gebaut, die auch heute noch unter anderem Namen angeboten wird.
Nach schweren wirtschaftlichen Problemen aufgrund des Zerfalls der Sowjetunion stellte das Werk 1998 den ersten Geräteträger aus eigener Produktion vor.
2002 kaufte der Konzern Traktornyje Sawody das Werk auf, 2003 wurde es in OOO «Wladimirski Motoro-Traktorny Sawod», kurz WMTS (russisch ООО «Владимирский моторо-тракторный завод», kurz ВМТЗ) umbenannt. Mit Stand Ende 2016 fertigte der Hersteller noch kleine und mittelgroße Traktoren sowie Geräteträger und Dieselmotoren.
Nachdem das Werk und der Mutterkonzern 2017 in finanzielle Schieflage gekommen waren, wurde das Unternehmen geschlossen. Die letzten 300 Mitarbeiter wurden Mitte 2018 entlassen. Zu diesem Zeitpunkt waren die Produktionsanlagen bereits in einem sehr schlechten Zustand, einige der Fabrikgebäude waren stark baufällig bzw. sogar bereits eingestürzt.

## Produkte
Das Werk fertigte in seiner Geschichte verschiedene Traktoren sowie diverse Dieselmotoren. Die nachfolgende Liste soll lediglich einen Überblick über eine Auswahl der wichtigsten Typen geben.
- Universal U-1 bis U-4 – Erste Generation von Traktoren aus Wladimir, teilweise bereits zuvor in Sankt Petersburg gebaut. Produziert von 1944 bis 1955.
- DT-24 – Erster vom Werk selbst entwickelter Traktor mit Dieselmotor, gebaut von 1955 bis 1958.
- T-28 „Wladimirez“ – Radtraktor, gebaut von 1958 bis 1970 in Wladimir sowie unter Modifikationen von 1956 bis 1995 im Taschkentski Traktorny Sawod.
- T-25 – Ab 1966 gebauter Radtraktor, Fertigung 1972 aus Charkow übernommen.
- AGROMASCH 30TK – aktualisierte Version des T-25.
- AGROMASCH 50TK, 60TK und 85TK – Kleine bis mittelgroße Traktoren aus aktueller Fertigung (2016).
- AGROMASCH 30SSch und 50SSch – Geräteträger aus aktueller Fertigung (2016).
- D-37 und Modifikationen – Vierzylinder-Dieselmotor, zum Beispiel von 1961 bis 1977 in großen Stückzahlen im Radtraktor T-40 aus dem Lipezki Traktorny Sawod verbaut.
- D-144 – Vierzylinder-Dieselmotor, verbaut ab 1977 im T-40 und später im LTS-55, beide ebenfalls aus Lipezk.
- Dieselmotoren mit Leistungen von 21 bis 85 PS, unter anderem wurde auch der D-144 noch bis mindestens 2016 gefertigt.